# Fürstenbrünnchen
Fürstenbrünnchen ist ein Ortsteil im Stadtteil Lückerath von Bergisch Gladbach. 

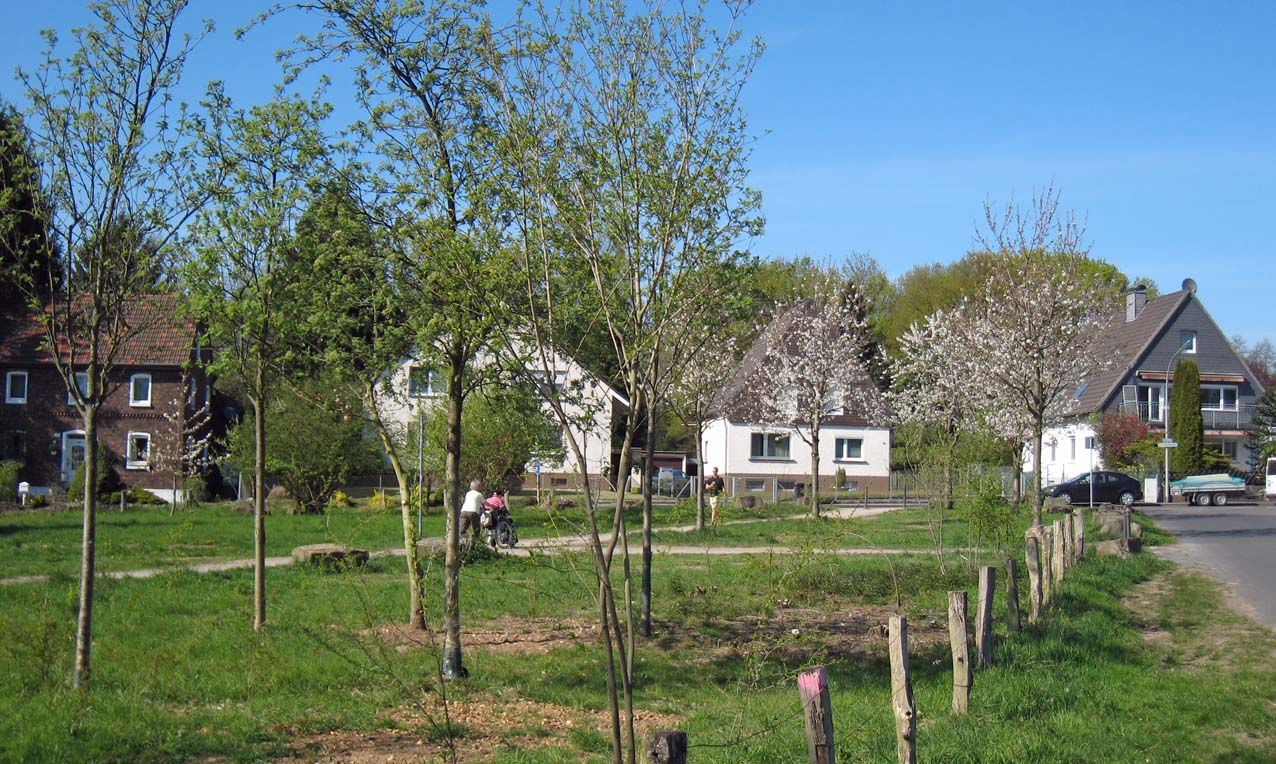
Häuser in Fürstenbrünnchen

## Geschichte
Der Name Fürstenbrünnchen ist durch einen früheren Mineralwasserbrunnen entstanden, der sich hier mit dem Namen am hillije Pötzje (= an der heiligen Quelle) befunden hat. Angeblich soll Kurfürst Johann Wilhelm II. (im Volksmund: „Jan Wellem“) die natürliche, kohlensaure Quelle während eines Jagdausritts entdeckt haben. Von 1909 bis 1929 wurde das Mineralwasser unter dem Markennamen Fürstenbrünnchen und einem Bild des Kurfürsten auf dem Etikett vermarktet. Als das Grundwasser durch die in der Nähe angesiedelte Bensberg-Gladbacher Zinkhütte nachhaltig verunreinigt wurde, musste die Zapfstelle aufgegeben und versiegelt werden.